# A Gay Time in Atlantic City
A Gay Time in Atlantic City è un cortometraggio muto del 1911, diretto da Arthur Hotaling e prodotto dalla Lubin Manufacturing Company. La pellicola non va confusa con A Hot Time in Atlantic City, anch'esso diretto da Hotaling, che coinvolge gli stessi attori protagonisti e la stessa ambientazione.

## Produzione
Il film fu prodotto dalla Lubin Manufacturing Company. È stato girato ed è ambientato ad Atlantic City, nel New Jersey.

## Distribuzione
Distribuito dalla General Film Company, il film - un cortometraggio in una bobina - uscì nelle sale statunitensi il 20 luglio 1911.